# Black (Alabama)
Die Town of Black liegt im Geneva County im US-amerikanischen Bundesstaat Alabama. Nach der Volkszählung aus dem Jahr 2020 hatte Black 221 Einwohner. Die Gesamtfläche des Ortes beträgt 8 km².

## Geographie
Black liegt im Südosten Alabamas im Süden der Vereinigten Staaten in den Townships 17 und 26 des Public Land Survey System. Der Ort liegt nur wenige Meter nördlich der Grenze zu Florida. Das Stadtgebiet (city limits) ist beinahe quadratisch und hat eine jeweilige Kantenlänge von 10.400 feet (3,17 Kilometer).
Nahegelegene Orte sind unter anderem Hartford (7 km nördlich), Esto (7 km südöstlich), Geneva (8 km westlich), Noma (9 km südöstlich) und Slocomb. Die nächste größere Stadt ist mit 205.000 Einwohnern die etwa 150 Kilometer nördlich entfernt gelegene Hauptstadt Alabamas, Montgomery.

## Geschichte
1902 wurde die Bahnstrecke von Georgiana (Alabama) nach Graceville (Florida) (Graceville Branch) durch das Gebiet der Stadt Black fertiggestellt. In der Folge wurde im gleichen Jahr ein Postamt eröffnet. 1905 erfolgte die Stadtgründung. Benannt wurde die Stadt nach der Gründerfamilie.

## Verkehr
Über eine Hauptstraße ist Black an die etwa 6 Kilometer östlich gelegene Alabama State Route 167 angeschlossen sowie 5 Kilometer südlich an die Florida State Road 2.
Etwa 11 Kilometer nordwestlich befindet sich der Geneva Municipal Airport.
Durch den Ort führte die von der Alabama and Florida Railroad begonnene und von der Louisville and Nashville Railroad fertiggestellte und betriebene  Bahnstrecke von Georgiana (Alabama) nach Graceville (Florida). Ab 1980 wurde die Strecke von der L&N-Nachfolgegesellschaft Seaboard System Railroad betrieben und 1984 eingestellt.

## Demographie
Nach der Volkszählung 2000 hatte Black 202 Einwohner, die sich auf 85 Haushalte und 57 Familien verteilten. Die Bevölkerungsdichte betrug somit 25,3 Einwohner/km². 94,06 % der Bevölkerung waren weiß, 5,45 % afroamerikanisch. In 29,4 % der Haushalte lebten Kinder unter 18 Jahren. Das Durchschnittseinkommen war 31.250 Dollar pro Haushalt, wobei 19,2 % der Bevölkerung unterhalb der Armutsgrenze lebten.
Bis zur Volkszählung 2010 stieg die Einwohnerzahl auf 207.